# Oral-B
Oral-B— бренд компании Procter & Gamble, производитель средств по уходу за полостью рта, в том числе широкого ассортимента ручных и электрических зубных щеток для детей и взрослых, ирригаторов, зубных центров, паст,  жидкостей для полоскания рта, зубных нитей и т.д.

## История
История бренда Oral-B началась в 1950 году, с разработки калифорнийского пародонтолога Роберта Хатсона. В ежедневной работе доктор Хатсон неоднократно сталкивался с повреждениями гингивальной  ткани, нанесенными жесткими нейлоновыми ворсинками зубной щетки. Чтобы уменьшить количество таких повреждений, доктор Хатсон задумался над созданием более безопасной зубной щетки.
В первую очередь он увеличил в три раза количество пучков и щетинок в зубной щетке и в качестве материала выбрал более мягкий и податливый нейлон. Также он подравнял щетинки и удалил зазубрины. Хатсон расположил пучки на головке щётки в четыре ряда по пятнадцать пучков, каждый из которых насчитывал по 20 нейлоновых щетинок диаметром около 0,2 мм.  Подстриженные и выровненные щетинки более мягко воздействовали на дёсны и эмаль, не повреждая ткань. Новая щетка получила название Oral-B 60 (от английского Oral Brush – щётка для полости рта). Первая часть названия (Oral-B) должна была подчеркнуть, что она предназначена для комплексного ухода за всей ротовой полостью, и вторая (60) указывала на количество расположенных на головке щётки пучков щетинок. 
Запатентовав изобретение, доктор Хатсон занялся поиском возможностей коммерческой реализации своей идеи. Он договорился о сотрудничестве с двумя местными фармацевтами – Джоном Мерфи и Полом Баром – владельцами компании «Сен-Клер Фармаси» (г. Сан-Хосе, штат Калифорния), которые вложили в реализацию проекта свои знания и деловой опыт, а также предоставили финансовые средства для создания новой компании.

### Начало производства
Производство щёток было налажено на базе компании Owens Brush Company, которая занималась изготовлением зубных щёток по заказам различных фирм. Компаньоны разместили заказ на изготовление щёток на общую сумму в 10 тыс. долларов США и наняли первых двух сотрудников, занимавшихся продажей. Чтобы сформировать спрос на новые щётки, отдел продаж практически всё своё время посвящал общению со стоматологами, передаче образцов и просветительской работе. Результатом этих усилий стал постоянный рост количества заказов. Следующим успешным шагом стало решение принять участие в проводившихся на территории штата Калифорния съездах и конференциях стоматологов.

### 60-80 гг. XX века
В 1963 под брендом Oral-B вышла первая электрическая зубная щётка – Oral-B Automatic, которая производила 150 чистящих движений в секунду и состояла из рукоятки с приводным механизмом, станции подзарядки, четырёх насадок, полирующей/массирующей головки и головки для удаления зубного налёта.  
Независимо от Oral-B, в том же 1963 году на рынок выходит и первая электрическая зубная щётка Braun.
Одновременно с этим происходят изменения в самой компании: компаньоны-создатели бренда передают права собственности на него компаниям WECO, Chemway, Cooper Laboratories.
В 60-е и 70-е гг. XX века бренд продолжает расти, пополняя ассортимент новыми щётками.  В 1978 году в массовое производство выходит первая электрическая зубная щётка Braun 1, в 1981 году –первая щётка Oral-B с наклонной головкой Oral-B Right Angle и появляются щетки с более мягкими закругленными щетинками.

### Поглощение компанией Gillette
В 1984 году Oral-B становится частью Gillette. На момент сделки Oral-B принадлежит 27% рыночного сегмента средств по уходу за полостью рта в абсолютном денежном исчислении, а стоимость покупки обходится в 188,5 млн. долларов США. Gillette открывает бренду возможности выхода на мировой рынок. Стратегия развития становится более динамичной, при этом основное внимание уделяется инновациям и совершенствованию технологий, в том числе за счет международного сотрудничества с Braun в разработке новых электрических зубных щёток. Как результат, в том же 1984 году на международный рынок выходит электрическая зубная щётка Braun D3 с чистящей головкой, которая двигается в горизонтальной и вертикальной плоскости, как в классической зубной щётке. А с 1985 года на упаковках всех электрических зубных щёток Braun присутствуют бренды Braun и Oral-B. 
Под управлением Gillette Oral-B удается добиться значительных результатов и стать лидером мирового рынка зубных щёток.

### Настоящее время
В настоящее время Oral-B – лидер на пятимиллиардном рынке товаров по уходу за полостью рта. В 2006 году бренд становится частью компании Procter & Gamble.

## Инновации
- 1981 год – первая выгнутая зубная щетка Oral-B Right Angle с наклонной головкой.
- Сентябрь 1991 – в продажу на рынки США, Австралии, Канады и ещё 13 стран поступает зубная щётка Indicator с закругленными кончиками ворсинок, которые защищают дёсны и эмаль от повреждений. Со временем ворсинки обесцвечиваются, сигнализируя о необходимости сменить щётку. Как лучшая новинка 1991 года, зубная щётка Indicator отмечена премией Эдисона Американской маркетинговой ассоциации. В этом же году на рынок выходит первая аккумуляторная зубная щётка Oral-B Braun D5 (Plak Control) с вращающейся чистящей головкой для более эффективного удаления зубного камня с поверхности зубов и линии дёсен.
- Июль 1998 года – первая щётка с технологией пульсации D15/ProfessionalCare 5000 (первоначально – Oral-B 3D). Сочетание 20000 пульсаций и 7600 возвратно-вращательных движений в минуту обеспечивает более эффективную чистку зубов одновременно в трёх плоскостях.
- Февраль 1999 года – зубная щётка Oral-B CrossAction с крестообразным расположением щетинок Criss-Cross для одновременной чистки зубов в двух противоположных направлениях.
- 2010 год – на международный рынок выходит Oral-B Triumph 5000, оснащенная сенсорным, звуковым и световым индикаторами, которые уведомляют о необходимости сменить насадку.  Британский стоматологический фонд здравоохранения называет Triumph 5000 платиновым лидером в удалении зубного налета [2].
- 2012 год – электрическая зубная щетка Oral-B Trizone 1000 с формой насадки и техникой чистки, как у ручной щетки.
- 2014 год – первая щетка с технологией Bluetooth 4.0 Oral-B SmartSeries.
- 2017 год - Новая версия аккумулятора, держит в 2 раза дольше заряд и заряжается в 2 раза быстрее [3]
- 2019 год — зубная щётка Genius X с искусственным интеллектом
- 1991: bristles that fade with wear (Indicator toothbrush, Edison Awards winner)[4][5]
- 1998: angled bristles (CrossAction toothbrush)[4]

## Интересные факты
- В 1958 году зубная щетка Oral-B стала одним из экспонатов Музея Современного Искусства в Нью-Йорке.[6].
- В 1969 Oral-B стала первой зубной щёткой, побывавшей на Луне, – благодаря астронавтам космической экспедиции Аполлон-11.